# Henri Donnedieu de Vabres
Henri Donnedieu de Vabres (8 de julio de 1880 - 1952) fue un magistrado francés que sirvió como juez titular del tribunal de Juicios de Núremberg después de la Segunda Guerra Mundial, encargados de juzgar a los líderes nazis y sus organizaciones. 

## Biografía
Antes de la guerra, Donnedieu había hecho campaña en defensa de una Corte Criminal Internacional mientras trabajaba como profesor de derecho penal en la Universidad de París y en 1928 había publicado un libro titulado Les principes modernes du droit pénal international. Fue controvertida su actuación al considerar que los no miembros del Partido nazi y con rango militar exclusivamente no podían ser acusados, como el caso de Alfred Jodl y que el término conspiración para la guerra era un concepto jurídico excesivamente amplio para poder ser aplicado con rigor. Fue también partidario de que las ejecuciones se hicieran mediante un pelotón de fusilamiento, la forma más honorable a su juicio. Más adelante, en 1947, sometió otra vez su idea ante las recién creadas Naciones Unidas y colaboró en la precisión de los convenios y tratados internacionales contra el genocidio. Junto a Vespasiano Pella, que había trabajado en la Sociedad de Naciones, el penalista suizo Jean Graven, Pierre Bouzat, Francis Biddel, David Maxwell-Fyfe, el presidente del Tribunal de Núremberg Geoffrey Lawrence, el soviético Ionaa Nikitchenko y otros fue fundador de la Asociación Internacional de Derecho Penal.